# Taylor Dooley
 (octobre 2014).
Si vous disposez d'ouvrages ou d'articles de référence ou si vous connaissez des sites web de qualité traitant du thème abordé ici, merci de compléter l'article en donnant les références utiles à sa vérifiabilité et en les liant à la section « Notes et références ».
Taylor Dooley, née le 26 février 1993 à Grosse Pointe (Michigan), est une actrice américaine.

## Biographie
Le succès est arrivé pour Taylor Dooley lorsqu'elle a joué dans Les Aventures de Shark Boy et Lava Girl de Robert Rodriguez. Taylor jouait Lavagirl qui est une fille sortie de l'imagination d'un enfant de 10 ans.
Elle a fait quelques publicités pour Famous Footwear, Mary Kate and Ashley (la ligne de vêtements) et Honda's Odyssey minivan.
Elle aime l'équitation, la danse et la natation. Elle vit à Los Angeles avec ses parents et son petit frère[réf. nécessaire].

## Filmographie

### Cinéma
- 2005 : Les Aventures de Shark Boy et Lava Girl (The Adventures of Shark Boy and Lava Girl) de Robert Rodriguez : Lava Girl
- 2006 : Whitepaddy de Garetta Garetta : Mary
- 2006 : Apology de Kyle Colavitti : Judy à 11 ans
- 2016 : Hell Mountain de Jesse Pomeroy : Eden
- 2017 : The Portrait's secret de Janet Alvarez Gonzalez : la secrétaire du ministère
- 2017 : Grimmerson Manor de Rob Marchitti : Rachael Bowers
- 2019 : Devotion de Larry Humphrey : Sabrina Miller
- 2020 : C'est nous les héros (We Can Be Heroes) de Robert Rodriguez : Lava Girl

### Télévision
- 2008 : Dr House (série télévisée) : Rachelle